# Mechteld Jungerius
 (janvier 2019).
Si vous disposez d'ouvrages ou d'articles de référence ou si vous connaissez des sites web de qualité traitant du thème abordé ici, merci de compléter l'article en donnant les références utiles à sa vérifiabilité et en les liant à la section « Notes et références ».
Mechteld Jungerius, née le 15 août 1995 à Leyde,, est une actrice néerlandaise.

## Filmographie

### Cinéma et téléfilms
- 2013-2014 : Aaf (nl) : Jozefien Jansen
- 2014 : De Laatste Dag van de Zomer : Hiba
- 2015 : 4Jim : Nina